# Rubruquis
Rubruquis,  apellido por el que es más conocido en español Willem Van Ruysbroeck (en flamenco), o Guillaume de Roubrouck (en francés), o Guillermo de Rubruk (Rubrouck, Flandes, ca. 1220 — ca. 1293/95), fue un fraile franciscano y viajero medieval que es recordado por haber sido enviado como embajador ante los tártaros y mongoles por el rey Luis IX de Francia.
Había acompañado al citado san Luis (Luis IX de Francia) en la séptima cruzada, luego cumpliendo las indicaciones del monarca francés, y tras estudiar geografía con las obras de Solino e Isidoro de Sevilla marchó al Asia Central siguiendo la ruta del misionero húngaro llamado Julianus y en Asia la de Giovanni da Pian del Carpine, partiendo junto a Bartolomeo da Cremona, un asistente llamado Gosset y un intérprete al cual renombraron en latín Homo Dei ("Hombre de Dios", traducción literal del nombre árabe Abdullah).

## El viaje a Oriente
El viaje se inició propiamente cuando partió de la capital del Imperio bizantino, Constantinopla, el 7 de mayo de 1253 navegando por el mar Negro rumbo a las factorías comerciales genovesas en Crimea; así arribó a Soldaia el 21 de mayo de ese año, luego en Crimea atravesó los bajos montes de Tauride y se adentró en la Tartaria (territorios de las actuales Ucrania y Rusia) por el istmo de Perekop. 
Penetró en la estepa ruso-ucraniana, controlada entonces por el Kan de los mongoles Imperio de la Horda de Oro. Describió acertadamente el aspecto físico del país, a los mongoles mismos y sus grandes campamentos, los ordo (verdaderas ciudades ambulantes); habló del kumis —la leche fermentada de asno y bebida nacional mongola— y del vino mongol. El 31 de julio de 1253 llegó al campamento de Sartaq, hijo de Batu Khan, quien se había establecido en el sur de la cuenca del río Volga. Sartaq era cristiano nestoriano y Rubruquis fue introducido en la corte de este khan por un importante ministro de la corte, que también era nestoriano, llamado Coyat. Luego el franciscano siguió el viaje y llegó al ordo donde el khan Batu, tenía su trono y corte,  estando rodeado de un harem y varios consejeros. Batu lo envió a visitar al gran khan Möngke, y para esto Rubruquis cruzó el río Ural (o Yaïk) entrando en la estepa asiática. Siguió el río Chu, pasó seis días a orillas del Talas, cruzó el río Ili, y al norte de este pasó por la ciudad de Ecquius, habitada por tayiks de lengua persa y luego por Cailac (Qayaligh, cercana a la moderna Kopal) donde había una importante comunidad nestoriana junto con una comunidad budista uighur, de tal localidad salió el 30 de noviembre de 1253 para llegar al extremo oriental del lago Baikal, y de allí cruzar la región de Imil o Tarbagatai, feudo de los ogodeidas, para llegar finalmente a Ulus ciudad controlada por el gran khan Möngke.

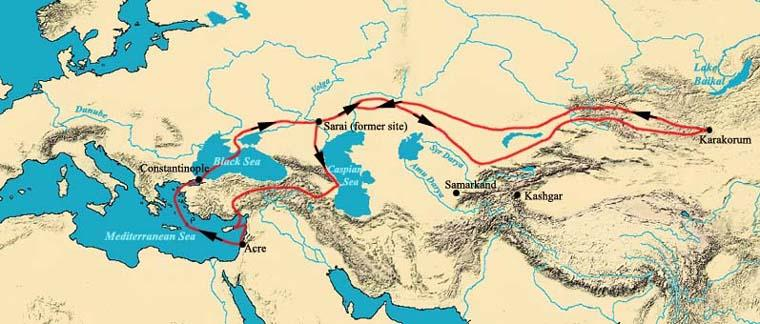
Viaje de Rubruquis por el Asia Central. 1253 - 1255

El gran khan le dio audiencia el 4 de enero de 1254. En Ulus encontró una mujer de nombre Pascualeta, que se hacía llamar Lorena ya que era nacida en Metz, y había sido secuestrada en Hungría y tras esto había sido puesta al servicio de una de las esposas nestorianas del gran khan y se había casado con un arquitecto ruso. Incluso se encontró a un orfebre de París, de nombre Guillaume Boucher, que tenía un hermano en París, y que había estado sucesivamente al servicio de la reina viuda Sorgaqtani y del hermano menor de Mongke, Ariq Böke (Arïq-böga, Arik Böga, o Arik Boka), ambos simpatizantes con el cristianismo. Rubruquis pudo constatar diversas ceremonias de los cristianos nestorianos, a algunas de las cuales asistió el mismo gran khan.
Después este viajero marchó a la capital mongola, Karakorum, ciudad a la cual llegó el 5 de abril de 1254 donde fue recibido por Guillaume Boucher que estaba casado con una mujer nacida en Hungría pero hija de un musulmán, que hablaba turco y francés. Allí también había un hombre de nombre Basilio, también nacido en Hungría pero hijo de un inglés, que también hablaba francés y turco. El día de pascua asistió a la celebración en la iglesia  cristiana nestoriana de Karakorum, en la ciudad también registró dos mezquitas, y doce pagodas o templos budistas y taoístas. Rubruqis relata que en esa ocasión fue saludado por el príncipe Arik Boka quien le dio la mano e hizo la persignación o señal de la cruz. Cabe acotar que ya previamente habían estado en Karakorum dos viajeros cristianos europeos: Ascelín de Lombardía, en 1245, y André de Longjumeau, en 1249.
Rubruquis asistió a una controversia teológica entre nestorianos y musulmanes, Arik Boka tomó partido abiertamente por los primeros. El 30 de mayo de 1254 asistió a una gran controversia religiosa en Karakorum, en presencia de tres árbitros, y habló en favor de las tendencias monoteístas (de los cristianos y musulmanes) contra los budistas.
Partió de Karakorum el 18 de agosto de 1254 para retornar a Europa con la respuesta de Mongke: "No más que un Dios en el cielo y un monarca en la Tierra, [Mongke es hijo] Genguis Khan hijo de Dios y en nombre del cielo eterno y de su representante en la Tierra, Mongke exige al rey de Francia la orden de reconocer su vasallaje hacia mí". Luego Rubruquis tardó dos meses y seis días en el retorno hasta el Volga. Se encontró con el rey Hetum quien iba a rendir vasallaje al gran khan y llegó en septiembre al ordo de Batu Khan que entonces se había instalado en su nueva residencia de Sarai (El Palacio, aproximadamente la Astracán actual) casi en la orilla norte del mar Caspio), de este modo demostró para la geografía europea que el mar Caspio era un gran lago salado o mar interior y no —como se creía hasta entonces— un golfo del océano Ártico.
Tras esto Rubruquis avanzó hacia la Caucasia pasando por país de los alanos, atravesó los pasos de Derbend y del Moghan donde se detuvo para ser recibido por el general Baidju, jefe del ejército en Persia y el Cáucaso. El intérprete de Rubruquis fue a Tabriz, para encontrarse con Argun Agha, administrador civil de Persia. Pasó la Navidad en Najicheván y luego recorrió Erzinyan, Qaisariya, y Konya alcanzando el reino de Armenia Menor o Pequeña Armenia (Cilicia), embarcándose en Lajazzo hacia la isla de Chipre.

## Variantes del nombre y apellido
En la literatura en español este personaje suele aparecer mencionado sólo como Rubruquis, modo que deriva de una variante en latín: Willelmus Rubruquis, otras latinoides: Guilelmus de Ruysbroek, Guilelmus de Rubruc, Gulielmus de Rubruquis, Willelmus de Rubruk, William Rubruquis.
En flamenco y en neerlandés: Willem van Ruusbroec, Willem van Ruysbroek, Willem van Ruysbroeck, en obras editadas en francés, en occitano y en catalán: Guillaume de Rubrouck, Guillaume de Rubruquis.
En obras editadas en alemán: Wilhelm von Rubruk, Wilhelm von Ruysbroeck, Wilhelm von Ruysbroek , William von Roebruk, Wilhelm von Rubruck; en obras editadas en inglés: William of Rubruck, William Rubruquis.
En italiano es conocido como Guglielmo di Rubruck.

## Obras
Escribió un relato del viaje titulado en latín: Itinerarium fratris Willielmi de Rubruquis de ordine fratrum Minorum, Galli, Anno gratia 1253 ad partes Orientales. (Itinerario del hermano Guillermo de Rubruquis de la orden de los hermanos menores; francés. Año de Gracia 1253 a las regiones Orientales; aunque tan extenso título frecuentemente ha sido sustituido por "Viaje por el Imperio mongol").

## En la cultura popular
En las novelas de historia-ficción de Peter Berling, pentalogía de "Los Hijos del Grial",  epopeya enmarcada en la Edad Media del siglo XIII y trata de las aventuras de dos muchachos que por su ascendencia están destinados a reconciliar las grandes religiones y a convertirse en reyes de un mundo de paz y armonía; William de Roebruk aparece como uno de los protagonistas principales, generalmente como cronista central de la saga.